# ألفرد سونغ
ألفرد سونغ (بالصينية: 沈雲門) هو مصمم أزياء صيني، ولد في 14 يونيو 1948 في شانغهاي في الصين.